# Онєкачі Нвоа
Онєкачі Нвоа (англ. Onyekachi Nwoha, нар. 28 лютого 1983, Аба, Нігерія) — нігерійський футболіст, нападник малайзійського «Сабаха», відомий виступами за харківський «Металіст» і туніський «Етуаль дю Сахель».

## Клубна кар'єра
Онєкачі Нвоа народився 28 лютого 1983 року у місті Аба, що на півдні Нігерії. Професійну футбольну кар'єру розпочав у нігерійському клубі «Еньїмба» за який відіграв сезон 2001—2002 років, вигравши золоті нагороди нігерійської Прем'єр-ліги. Наступного року перейшов до складу «Енугу Рейнджерс» з міста Енугу, де провів один сезон своєї ігрової кар'єри, завоювавши з командою срібні нагороди нігерійської Прем'єр-ліги і золото Ліги чемпіонів КАФ. У 2003 році перейшов до туніського клубу «Етуаль дю Сахель», де також провів лише один сезон, при цьому встиг вибороти срібні нагороди Туніської професійної ліги 1. Наступним клубом гравця став саудівський «Аль-Халідж», де він затримався на один сезон. У 2005 році перейшов до еміратського клубу «Аль-Айн», разом з яким став срібним призером Ліги чемпіонів АФК.
Своєю грою за останній клуб Нвоа привернув увагу тренерського складу харківського «Металіста», до якого на правах вільного агента перейшов у 2006 році, виступаючи під десятим номером. У сезоні 2006—07 років гравець зіграв 9 матчів чемпіонату України та 3 — у кубку України, вигравши разом з командою бронзові нагороди вищої ліги Чемпіонату України з футболу. Наступного року повторив це досягнення, допомігши команді знову посісти третю позицію вищої ліги Чемпіонату України з футболу. Внесок гравця був вже значно вагомішим — 17 матчів чемпіонату, 2 — у кубку, 4 забитих м'ячі. Встиг гравець зіграти того сезону і у першості дублерів. У 2008 році на правах оренди виступав за луганську «Зорю», де зіграв 8 матчів і відзначився голом у ворота донецького «Металурга».
Наступні три сезони своєї ігрової кар'єри гравець провів у еміратському клубі «Аль-Фуджейра». Останніми клубами, у яких грав Онєкачі Нвоа, були малайзійські «Келантан», де він встиг завоювати золоті нагороди Малайзійської Суперліги і Кубок Малайзії з футболу, і «Сабах».

## Статистика виступів

### Статистика клубних виступів
| Клуб                | Сезон   | Чемпіонат | Чемпіонат | Кубок    | Кубок | Кубок | Єврокубки | Єврокубки | Єврокубки | Інші змагання | Інші змагання | Інші змагання | Загалом | Загалом |
| Клуб                | Сезон   | Ігор      | Голів     | Змагання | Ігор  | Голів | Змагання  | Ігор      | Голів     | Змагання      | Ігор          | Голів         | Ігор    | Голів   |
| ------------------- | ------- | --------- | --------- | -------- | ----- | ----- | --------- | --------- | --------- | ------------- | ------------- | ------------- | ------- | ------- |
| «Металіст» (Харків) | 2006—07 | 9         | 0         | КУ       | 3     | 0     |           | 0         | 0         |               | 0             | 0             | 12      | 0       |
| «Металіст» (Харків) | 2007—08 | 17        | 3         | КУ       | 2     | 1     | КУ        | 2         | 0         | ТД            | 3             | 0             | 24      | 4       |
| «Металіст» (Харків) | Загалом | 26        | 3         |          | 5     | 1     |           | 2         | 0         |               | 3             | 0             | 36      | 4       |
| «Зоря» (Луганськ)   | 2007—08 | 8         | 1         |          | 0     | 0     |           | 0         | 0         |               | 0             | 0             | 8       | 1       |
| «Зоря» (Луганськ)   | Загалом | 8         | 1         |          | 0     | 0     |           | 0         | 0         |               | 0             | 0             | 8       | 1       |

## Титули та досягнення

### Командні
- Золотий призер нігерійської Прем'єр-ліги (1):

«Еньїмба»: 2001—02.
- Срібний призер нігерійської Прем'єр-ліги (1):

«Енугу Рейнджерс»: 2002—03.
- Володар Кубка чемпіонів КАФ (1):

«Енугу Рейнджерс»: 2004.
- Срібний призер Туніської професійної ліги 1 (1):

«Етуаль дю Сахель»: 2003—04.
- Срібний призер Ліги чемпіонів АФК (1)[1]:

«Аль-Айн»: 2005.
- Бронзовий призер вищої ліги Чемпіонату України з футболу (2):

«Металіст» (Харків): 2006—07, 2007—08.
- Золотий призер Малайзійської Суперліги (1):

«Келантан»: 2012.
- Володар Кубка Малайзії (1):

«Келантан»: 2012.
- Володар Кубка Футбольної асоціації Малайзії (1):

«Келантан»: 2012